# 哈代空間
在複分析中，哈代空間（或哈代類）{\displaystyle H^{p}}是單位圓盤或上半平面上的某類全純函數。高德菲·哈羅德·哈代首先在1915年考慮這類問題。在實分析中，實哈代空間是複哈代空間的成員在實數軸上的邊界值。對於{\displaystyle 1<p<\infty }，實哈代空間基本上等於{\displaystyle L^{p}}空間。當{\displaystyle p\leq 1}時，{\displaystyle L^{p}}空間較難操作，而哈代空間的性質就比較容易掌握。
在較高維的情況，我們可考慮管狀域（複數情形）及{\displaystyle \mathbb {R} ^{n}}上的函數，從而得到相應的定義。
哈代空間在數學分析、控制論及散射理論中有所應用。

## 單位圓盤的哈代空間
對{\displaystyle 0<p<\infty }，哈代空間{\displaystyle H^{p}}定義為開單位圓盤上滿足下述性質的全純函數{\displaystyle f}
{\displaystyle \sup _{0<r<1}\left({\frac {1}{2\pi }}\int _{0}^{2\pi }\left|f(re^{i\theta })\right|^{p}\;d\theta \right)^{\frac {1}{p}}<\infty .}
左側的數定義為範數{\displaystyle \|f\|_{H^{p}}}。
若{\displaystyle 0<p<q<\infty }，可證明{\displaystyle H^{q}\subset H^{p}}。

## 上半平面的哈代空間
藉凱萊變換，可將單位圓盤的定義翻譯到上半平面的情形。此時哈代空間等於上半平面上滿足下述性質的全純函數{\displaystyle F}
{\displaystyle \sup _{y>0}\left(\int _{\mathbb {R} }|F(x+iy)|^{p}dx\right)^{\frac {1}{p}}<\infty }
左側的數定義為範數{\displaystyle \|F\|_{H^{p}}}。